# Свенцицкий, Генрих Ипполитович
Ге́нрих Ипполи́тович Свенци́цкий (1852—1916) — инженер путей сообщения, общественный деятель и политик, член Государственной думы 3-го и 4-го созывов от Виленской губернии. Действительный статский советник.

## Биография
Происходил из польского дворянского рода, внесенного в родословные книги Минской, Новгородской и Санкт-Петербургской губерний. Родился 7 марта 1852 года.
Среднее образование получил в Минской гимназии, а высшее — в Институте инженеров путей сообщения.

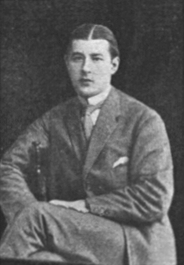
Карл Свенцицкий

По окончании института в 1876 году поступил на строительство Новгородской железной дороги, а после начала её эксплуатации служил на этой же железной дороге, пройдя все должности от начальника дистанции до управляющего дорогой в 1892—1896 годах. С 1895 года был главным инженером по постройке Бологое-Псковской железной дороги. В действительные статские советники произведён 18 апреля 1899 года. Впоследствии состоял причисленным к Министерству путей сообщения. В качестве представителя министерства принимал участие в 4-х международных конгрессах. Из наград имел ордена св. Станислава 3-й степени (1885) и Св. Анны 3-й степени (1895), а также знак в память 300-летия царствования дома Романовых.
Был землевладельцем Виленского уезда Виленской губернии (400 десятин). В Санкт-Петербурге владел доходным домом по Московскому проспекту, 16.
В бытность управляющим железной дорогой принимал участие в земской деятельности Новгородской губернии: избирался гласным уездного и губернского земский собраний, а также депутатом дворянства. Был представителем Новгородской губернии на съездах земских и городских деятелей в Москве. В Петербурге состоял попечителем дешёвой столовой Римско-католического благотворительного общества и председателем совета Польской матицы. Также участвовал в работе польских общественных организаций Западного края. Был выборщиком в Государственную думу I и II созывов от Минской губернии.
В 1907 году был избран членом III Государственной думы от съезда землевладельцев Виленской губернии. Входил в группу западных окраин. Состоял членом комиссий: бюджетной, о путях сообщения, по местному самоуправлению, распорядительной, об охоте и по переселенческому делу.
В 1912 году был переизбран в Государственную думу. Входил в группу западных окраин. Состоял членом комиссий: бюджетной, о путях сообщения, об охоте, по местному самоуправлению, распорядительной и по городским делам.
Был членом правления Русско-Персидского горнопромышленного товарищества.
С началом Первой мировой войны стал одним из учредителей Общества вспомоществования бедным семействам поляков, участвующих в войне, и бедствующему польскому населению, пострадавшему от военных действий.
Умер 19 июня 1916 года по дороге в Кисловодск. Был похоронен в Петрограде на католическом кладбище.

## Семья
Был женат, имел пятерых сыновей:
- Карл-Бронислав (1886—1914), помощник обер-секретаря в 1-м департаменте Сената (1911). С началом Первой мировой войны — прапорщик лейб-гвардии Драгунского полка, убит 25 августа 1914 года[3].
- Болеслав-Ипполит (р. 1887), выпускник Александровского лицея (1911), вольноопределяющийся лейб-гвардии Драгунского полка, участник Первой мировой войны. В эмиграции во Франции[4].
- Генрих-Иосиф-Казимир (1888—1912), выпускник Александровского лицея (1911), вольноопределяющийся лейб-гвардии Драгунского полка. Умер в Санкт-Петербурге[4].
- Витольд-Евгений-Иван (р. 1892), окончил Императорское училище правоведения (1915) и ускоренный курс Пажеского корпуса (1915), корнет Польского уланского полка (1917)[5][6].
- Евгений (ум. 1962), учился в Императорском училище правоведения (в 1917 году — во 2-м классе), участник 1-й и 2-й мировых войн, в эмиграции в Англии, умер в Лондоне[7].

## Публикации
- Отчет инженера Г. И. Свенцицкого о трудах Международного железнодорожного конгресса в Париже 1900 г. по вопросам об экономических железных дорогах. — Санкт-Петербург, 1900.
- Аграрный вопрос: доклад Г. И. Свенцицкого Минскому сельско-хозяйственному обществу 5 марта 1906 г. — Санкт-Петербург, 1906.
- По законопроекту о введении земств в шести губерниях белорусских и Юго-западного края. — Санкт-Петербург, 1910.
- Стенограммы речей и докладов в общем собрании Третьей Государственной думы, члена Гос. думы от Виленской губернии, Г. И. Свенцицкого. 1907—1912 гг. — Санкт-Петербург, 1912.